# Saint-Jean-d'Ardières
Saint-Jean-d'Ardières este o comună în departamentul Rhône din sud-estul Franței. În 2009 avea o populație de 3.161 de locuitori.

## Evoluția populației
| An        | 1975  | 1982  | 1990  | 1999  | 2006  | 2009  |
| --------- | ----- | ----- | ----- | ----- | ----- | ----- |
| Populație | 1.569 | 1.993 | 2.189 | 2.275 | 2.597 | 3.161 |